# Modest Matvejevič Okulov
Modest Matvejevič Okulov (rusko Моде́ст Матве́евич Оку́лов), ruski general, * 1768, † 1812.
Bil je eden izmed pomembnejših generalov, ki so se borili med Napoleonovo invazijo na Rusijo; posledično je bil njegov portret dodan v Vojaško galerijo Zimskega dvorca.

## Življenje
2. aprila 1784 je vstopil med gardiste. 1. januarja 1791 je bil pričel aktivno vojaško službo in sicer s činom stotnika.
22. decembra 1798 je bil povišan v polkovnika in 16. aprila 1800 je bil odpuščen iz vojaške službe.
27. oktobra 1802 je bil ponovno aktiviran in sicer kot pripadnik Našeburškega mušketirskega polka; 26. januarja 1803 je postal polkovni poveljnik. 16. julija istega leta je postal poveljnik Rilskega mušketirskega polka ter bil istočasno povišan v generalmajorja. 
Temu polku in 1. brigadi 23. pehotne divizije je poveljeval, vse dokler ni bil ubit v boju.